# 1737 Severny
1737 Severny è un asteroide della fascia principale del diametro medio di circa 21,6 km. Scoperto nel 1966, presenta un'orbita caratterizzata da un semiasse maggiore pari a 3,0101403 UA e da un'eccentricità di 0,0511618, inclinata di 9,37992° rispetto all'eclittica.
L'asteroide è dedicato al direttore dell'Osservatorio astronomico di Crimea, il Prof. AB Severny.